# 巴里維爾 (紐約州)
巴里維爾（英語：Barryville）是位於美國紐約州沙利文縣的普查規定居民點。

## 人口
根據2020年美國人口普查的數據，巴里維爾的面積為1.80平方千米，皆為陸地。當地共有人口222人，而人口密度為每平方千米123.33人。